# Guerre de Bavière (1420-1422)
 (signalé en mai 2025).
Si vous disposez d'ouvrages ou d'articles de référence ou si vous connaissez des sites web de qualité traitant du thème abordé ici, merci de compléter l'article en donnant les références utiles à sa vérifiabilité et en les liant à la section « Notes et références ».
- Archive Wikiwix
- Bing
- Cairn
- DuckDuckGo
- E. Universalis
- Gallica
- Google
- G. Books
- G. News
- G. Scholar
- Persée
- Qwant
- (zh) Baidu
- (ru) Yandex
- (wd) trouver des œuvres sur Wikidata

Batailles
Bataille d'Alling
La guerre de Bavière de 1420 à 1422 est un conflit entre Louis VII de Bavière-Ingolstadt et Modèle:Souverai2 de Bavière-Landshut.

## Contexte
Le conflit entre les cousins Henri XVI et Louis VII fait suite à la division de la Bavière en 1392 (de), après la mort du roi Étienne II en 1375 et la résolution de l'héritage entre ses trois fils Étienne III, Frédéric et Jean II ; Étienne III est le père de Louis VII tandis que Frédéric est le père de Henri XVI.
Les relations entre les cousins se détériorent malgré les décisions arbitrales de Freising le 7 mai 1408. Henri XVI s'allie aux ennemis de Louis VII dans la Société de la perruche puis la Ligue de Constance. Louis remet en question les origines de Henri et affirme qu'il vient d'une relation de sa mère Madeleine Visconti avec un cuisinier. Henri riposte par une attaque le 17 avril 1414 alors que Louis est en route pour le concile de Constance. En 1417, quand Louis qualifie Henri « d'homme qui a oublié son sang bleu », le duc de Bavière-Landshut et quinze fidèles l'attaquent et le laissent pour mort.
Henri XVI, qui fait profil bas à la suite d'une intercession de Frédéric Ier de Brandebourg et de ses cousins de Munich Ernest et Guillaume III en payant 6 000 florins au roi Sigismond, cherche à se venger. Jean III, qui succéda à son frère Guillaume IV comme duc de Bavière-Straubing en 1418, reste neutre ; il est lui-même en guerre de succession pour les terres de son frère en dehors de la Bavière.

## Déroulement
La guerre commence par l'invasion du burgraviat de Nuremberg par Louis VII et la destruction du château.
Outre le château de Nuremberg, le château de Guttenburg et le château de Betzenstein sont aussi démolis. La guerre affecte gravement la vallée de l'Altmühl et les hauteurs du Hahnenkamm, les villages de Dettenheim, Solnhofen et Dornhausen disparaissent.
Elle se finit avec la bataille d'Alling le 19 septembre 1422 et la victoire des ducs de Straubing contre Louis VII d'Ingolstadt.

## Fin
À l'instigation du roi Sigismond, qui entend faire les croisades contre les hussites, un armistice de quatre ans est conclu entre les parties belligérantes à Ratisbonne le 2 octobre 1422 avec la médiation du prince-évêque d'Eichstätt Johann von Heideck. Le duché de Bavière-Ingolstadt est temporairement subordonné à un gouverneur royal, Louis VII suit le roi à sa cour en Hongrie et Henri XVI est envoyé en Lituanie pour soutenir l'ordre Teutonique. Louis intente une nouvelle action en justice et a un procès contre Henri pour la tentative de meurtre à Constance et la destruction du château de Burghausen, propriété du chevalier bavarois Kaspar Toerring près du Waginger See.